# Xã Logan, Quận Clark, Nam Dakota
Xã Logan (tiếng Anh: Logan Township) là một xã thuộc quận Clark, tiểu bang Nam Dakota, Hoa Kỳ. Năm 2010, dân số của xã này là 43 người.